# Karlebo Sognekommune
Karlebo Sognekommune omfattede kun eet sogn, Karlebo og blev oprettet i 1842 i henhold til anordning af 13. august 1841 om landkommunalvæsenet. Karlebo Sognekommune eksisterede indtil kommunalreformen 1970, hvor kommunen – uden at ændre navn eller udstrækning – fortsatte som Karlebo Kommune.
Karlebo Kommune lå i Lynge-Kronborg Herred, Frederiksborg Amt.

## Infrastruktur
Karlebo kommune blev gennemskåret af både vigtigere hovedlandeveje og landeveje og fra slutningen af 1800-tallet tillige af en jernbaneforbindelse. I slutningen af 1800-tallet fandtes tillige om sommeren skibsforbindelser ved Øresund.

### Vejnet
De vigtigste vejforbindelser var Kongevejen mellem København og Helsingør samt landevejen mellem Hørsholm og Fredensborg (disse veje blev forgrenede syd for Brønsholm) samt Strandvejen langs Øresund. Andre biveje forbandt kommunens landsbyer indbyrdes og med hovedvejene.

### Baneforbindelser
I 1897 anlagdes Kystbanen med stationer i Nivå (Nivå Station) og fra 1906 tillige ved Jellerød (Kokkedal Station).

## Befolkningsudviklingen i Karlebo Kommune
Ved oprettelsen fandtes der ingen større bysamfund i kommunen, men efterhånden udviklede der sig to bymæssige bebyggelser i kommunens østlige del, Nivå og Kokkedal, i tilknytning til de to stationer samt ved Niverød landsby, i tilknytning til Helsingørvejen. Både for Nivås og for Niverøds vedkommende spillede nærliggende teglværker en medvirkende rolle for fremkomsten af bydannelserne, hvorimod bydannelsen ved Kokkedal station udviklede sig som fjernforstad (soveby) til København.

### Næringsfordeling
Ifølge folketællingen 1890 var næringsfordelingen i Karlebo sogn følgende: 60 levede af immateriel virksomhed, 1.213 af jordbrug, 15 af gartneri, 0 af fiskeri, 637 af industri, 81 af handel, 15 af søfart, 296 af andre næringsveje, 84 af deres midler, og 121 var under fattigvæsenet. Grønholt sogn var således et udpræget landbrugsområde, men industri spillede også en rolle takket være teglværker og Donse Krudtværk.
Ifølge folketællingen 1906 var næringsfordelingen i Karlebo sogn følgende: 57 levede af immateriel virksomhed, 1.224 af landbrug, skovbrug og mejeri, 0 af fiskeri, 606 af håndværk og industri, 71 af handel, 73 af samfærdsel (jernbane, post- og telegrafvæsen, transport og søfart), 74 som kapitalister og aftægtsfolk, 84 var offentligt forsørgede og 88 levede af andre og uangivne næringer. Landbrug og industri var således fortsat de vigtigste næringsveje, men begge var aftagende og fiskeriet var forsvundet. Kommunens indbyggertal var faldet med 245 personer i den mellemliggende tid.
Ifølge folketællingen 1930 var næringsfordelingen i Karlebo kommune følgende: 1.178 levede af landbrug med videre, 633 af håndværk og industri, 83 af handel, 80 af transport, 60 af immateriel virksomhed, 135 af husgerning, 241 var ude af erhverv, og 11 havde ikke angivet indtægtskilde. Industrien var overvejende samlet i Nivå med 238 (37,3 %).
Ifølge folketællingen 1950 var næringsfordelingen i Karlebo kommune følgende: 960 levede af landbrug med videre, 1.012 af håndværk, industri og byggeri, 180 af handel, 141 af transport, 123 af immaterielle erhverv, 280 af formue, rente og lignende, mens 37 ikke havde angivet indkomstkilde. I landdistrikterne var landbrug fortsat fremherskende, mens industri, handel, transport samt immaterielle erhverv alle i nogen grad var samlede i bymæssige områder.

## Byudviklingsplan
Den fremadskridende byudvikling i Nordøstsjælland og især ved Øresund gjorde en planlægning nødvendig, og efter 2. verdenskrig blev nedsat en såkaldt byudviklingsudvalg for Københavns-egnen, hvis virkeområde i første omgang ikke omfattede Karlebo kommune. Imidlertid skete der i årene fra 1945 til 1956 en række mindre udstykninger til dels med statslån, og i den partielle byudviklingsplan nr. 4 fra 1960, hvor udbygning ved Kokkedal station blev fastlagt, var det forudset, at jernbanen skulle være den primære trafikbetjening. En ny byudviklingsplan fra 1966 forudsatte byudvikling for stort set hele den daværende Hørsholm Kommune bortset fra Kokkedal gods og de grønne områder syd for byen, det vil sige en sammenbygning af Hørsholm og Kokkedal vest for Kystbanen. De nordvestlige dele var forudset anvendt til erhverv, resten til åben lav, tæt-lav eller etageboliger. I 1969 var hele den sydvestlige del af Jellerøds jorder udstykket til villaer både øst og vest for banen.